# Нету интереса
«Нету интереса» — песня российского рэп-исполнителя 10AGE, выпущенная 5 марта 2021 года лейблом Legacy Music через цифровую дистрибуцию. Продюсером композиции стал российский битмейкер Виктор «Envtn» Ерещенко, текст же написан Дмитрием «10AGE» Пановым. Трек стал вторым синглом, выпущенным Пановым в 2021 году. Через два месяца, 7 мая 2021 года, на «Нету интереса» был выпущен музыкальный клип.
Многие профильные журналисты, представители музыкальной индустрии и обычные слушатели отмечали сходство стилистики трека со звучанием творчества казахского рэпера Скриптонита. 10AGE признавал, что при работе над песней вдохновлялся «подачей» как Скриптонита, так и американской рок-группы Limp Bizkit. Сама «Нету интереса» посвящена критике Пановым меркантильного образа мышления современной молодёжи и современной системы образования.
Сингл снискал известность, таким образом став первой работой рэпера, удостоившейся массового внимания, а также самой популярной песней 10AGE в 2021 году: «Нету интереса» вошёл в список десяти наиболее прослушиваемых треков музыкальных стриминговых платформ «СберЗвук», Spotify и «VK Музыка» за год, а также смог составить конкуренцию в песенном чарте Apple Music композициям с шестого студийного альбома Скриптонита — «Свистки и бумажки».

## Создание и релиз
«Нету интереса» стал вторым синглом, выпущенным Дмитрием Пановым в 2021 году, — до этого 5 февраля состоялся релиз трека «На колени!». На протяжении всего 2021 года, ставшего очень продуктивным для артиста, он выпускал синглы, добившиеся популярности и резко повысившие его известность. До этого из предыдущего творчества 10AGE внимание музыкальных журналистов смог привлечь только совместный с рэпером Рамилем Алимовым сингл «Ау» с одноимённого мини-альбома, который издание «Афиша Daily» назвало «прорывным» для обоих музыкантов, а популярным по прослушиваниям стал фит с рэпером Ханзой под названием «Пишешь мне пока», удостоившийся платинового статуса.
За продюсирование композиции отвечал российский битмейкер Виктор «Envtn» Ерещенко, известный, среди прочего, по сотрудничеству с блогерами Лиззкой над треком «Аквадискотека» и с Валей Карнавал над её дебютным синглом «Психушка». Ответственным за сведение стал битмейкер Николай «Холла» Собкалов, автором текста выступил сам 10AGE. При написании «Нету интереса» Панов вдохновлялся «агрессивной» манерой исполнения, используемой, в том числе, американской рок-группой Limp Bizkit и казахским рэпером Скриптонитом. По словам Панова, он намеренно берёт музыкальные приёмы других артистов пытаясь выработать определённое звучание для каждого отдельного трека, нежели создать собственный уникальный стиль. Он сравнивал такой подход с шоу «Внутри Лапенко», главный герой которого единолично отыгрывает самые разные и непохожие друг на друга образы. Сам же текст, по задумке рэпера, должен поднимать вопрос образования в России и являться критикой меркантильного поведения современной молодёжи. В интервью журналу «Жара Magazine» Панов так описывал посыл своей песни:
В треке „Нет интереса“ я написал: „Нет никакого интереса, лишь одно делание побольше деньжат. Деньги — это стимул жизни, деньги — это мой крест. Мы выбираем уник по размеру зарплат“. Понимаешь, мы действительно выбираем себе университет, думая о будущей зарплате! Моя мама хотела, чтобы я стал зубным врачом не для того, чтобы я помогал людям или изучал интересные науки. Она руководствовалась тем, что там большие деньги зашибают!
Выход «Нету интереса» состоялся 5 марта 2021 года на лейбле Legacy Music через цифровую дистрибуцию. На обложке релиза изображён гаечный ключ — один из творческих символов 10AGE. 7 мая на YouTube-канале лейбла выходит музыкальное видео на песню, по состоянию на 16 августа 2022 набравшее более 5 миллионов просмотров. В начале сентября 10AGE в качестве хедлайнера исполнил «Нету интереса» вместе с песней «Пушка» на презентации коллекции бренда одежды Garage.

## Восприятие
«Нету интереса» стал самым популярным треком 10AGE в 2021 году и привлёк внимание массового слушателя к артисту. Песня смогла попасть в топ-10 чартов четырёх музыкальных стриминговых платформ. Ей также удалось составить конкуренцию композициям с шестого студийного альбома Скриптонита «Свистки и бумажки», выход которого состоялся почти через месяц после релиза сингла — 27 марта 2021 года. Так, в песенном чарте Apple Music первые две строчки заняли треки казахского рэпера, третью же — работа Панова. Это прокомментировало информационное издание InterMedia и модный журнал Cosmopolitan, по мнению которых «фрешмену 10AGE удалось сделать невозможное». «Нету интереса» вошла в список десяти наиболее прослушиваемых композиций музыкальных стриминговых платформ «СберЗвук», Spotify и «VK Музыка» за 2021 год, а также совместно с «Пушкой», следующим синглом Панова, стала одной из самых популярных песен лета по версии Spotify. Также начиная с «Нету интереса» многие слушатели и представители музыкальной индустрии стали отмечать сходство звучания треков 10AGE и Скриптонита: в частности, на это обратил внимание рэпер Баста в аудио-шоу «Музыкальный базар» на Apple Music.
Помимо этого, «Нету интереса» должен был войти в официальный плейлист Чемпионата Европы по футболу 2020 года наряду с песней Моргенштерна «Leck», однако уже после обнародования списка треков песни Моргенштерна и 10AGE были удалены УЕФА по причине наличия в них нецензурной лексики. Авторами плейлиста выступили нидерландский диджей и музыкальный продюсер Мартин Гаррикс и ирландская рок-группа U2. Всего в него вошло 97 треков.

## Список композиций
| №  | Название        | Текст песни   | Музыка | Длительность |
| -- | --------------- | ------------- | ------ | ------------ |
| 1. | «Нету интереса» | Дмитрий Панов | Envtn  | 3:04         |

## Позиции в чартах
| Чарт (2021)                           | Высшая позиция |
| ------------------------------------- | -------------- |
| Россия («Яндекс.Музыка»)              | 10             |
| Россия (Apple Music)                  | 2              |
| Россия (Apple Music: Москва)          | 7              |
| Россия (Apple Music: Санкт-Петербург) | 6              |
| Россия («СберЗвук»)                   | 7              |
| Россия (Shazam)                       | 2              |
| Россия («ВКонтакте»)                  | 1              |
| Россия (YouTube Music)                | 4              |